# Хаабсілла
Хаабсілла (ест. Haabsilla) — село в Естонії, входить до складу волості Риуге, повіту Вирумаа.